# Francis Arinze
Francis Arinze (Onitsha, 1. studenog 1932.) nigerijski je kardinal Katoličke Crkve. Bio je prefekt Kongregacije za bogoštovlje i disciplinu sakramenata od 2002. do 2008. godine.
U Nigeriji je 5. listopada 2021. u Arinzeovo ime osnovan Centar za mir i pomirenje.